# Décennie 1340 en littérature
| Années de la littérature : 1337 - 1338 - 1339 - 1340 - 1341 - 1342 - 1343    |
| Décennies de la littérature : 1310 - 1320 - 1330 - 1340 - 1350 - 1360 - 1370 |

## Œuvres
- 1340 : Jean de Le Mote
  - Le Parfait du paon[1].
  - La Voie d'enfer et de paradis[2].
- 1340-1341 : Boccace, La Teseida.
- 1342-1343 : Boccace, Amorosa visione (la Vision amoureuse).
- 1343-1344 : Boccace, Elegia di Madonna Fiammetta.
- vers 1346 : Pétrarque, De Vita Solitaria  et Psalmi Penitentiales[3].
- 1348 : Boccace commence à travailler sur le Décaméron[4].

## Décès
- Matteo Frescobaldi, poète florentin, né vers 1297.